# Национальное агентство нефти, природного газа и биотоплива (Бразилия)
Национальное агентство нефти, природного газа и биотоплива Бразилии (порт. Agência Nacional do Petróleo, Gás Natural e Biocombustíveis, ANP) является государственным агентством при Министерстве шахт и энергетики, отвечающим за регулирование, надзор и управление хозяйственной деятельности бразильской нефтяной промышленности. Агентство было создано 14 января 1998 года.

## Структура
- Координационный центр бюджета
- Координационный центр технологии и подготовки людских ресурсов
- Координационный центр окружающей среды
- Координационный центр по обеспечению безопасности полетов
- Координационный центр по защите конкуренции
- Центр эксплуатационной разведки и безопасности производства
- Основной координационный центр по наблюдению за нефтью и природным газом
- Центр информатики
- Центр взаимоотношений с клиентами
- Центр информации и документации
- Центр исследований и анализа технологий